# Richard Eichenauer
Richard Eichenauer (geboren 24. Februar 1893 in Iserlohn; gestorben 26. Juni 1956 in Goslar) war ein deutscher Musikschriftsteller.

## Leben
Richard Eichenauer studierte in München, Leipzig und Münster. 1919 absolvierte er das Staatsexamen für Germanistik, Englisch und Französisch und wurde Lehrer am Reform-Realgymnasium Bochum. 1924 legte er die Prüfung für Gesanglehrer an höheren Schulen ab, 1927 wurde er zum Studienrat ernannt. Eichenauer schrieb als Musikkritiker für den Bochumer Anzeiger.
Eichenauer war seit 1932 im Rasse- und Siedlungshauptamt der SS tätig. Zum 1. Januar 1933 trat er der NSDAP bei (Mitgliedsnummer 1.448.515). 1935 wurde er zum Leiter der Bauernhochschule in Goslar berufen. Er erhielt den Totenkopfring der SS.
Im Nachkriegsdeutschland war Eichenauer Studienrat in Goslar.

## Schriften (Auswahl)

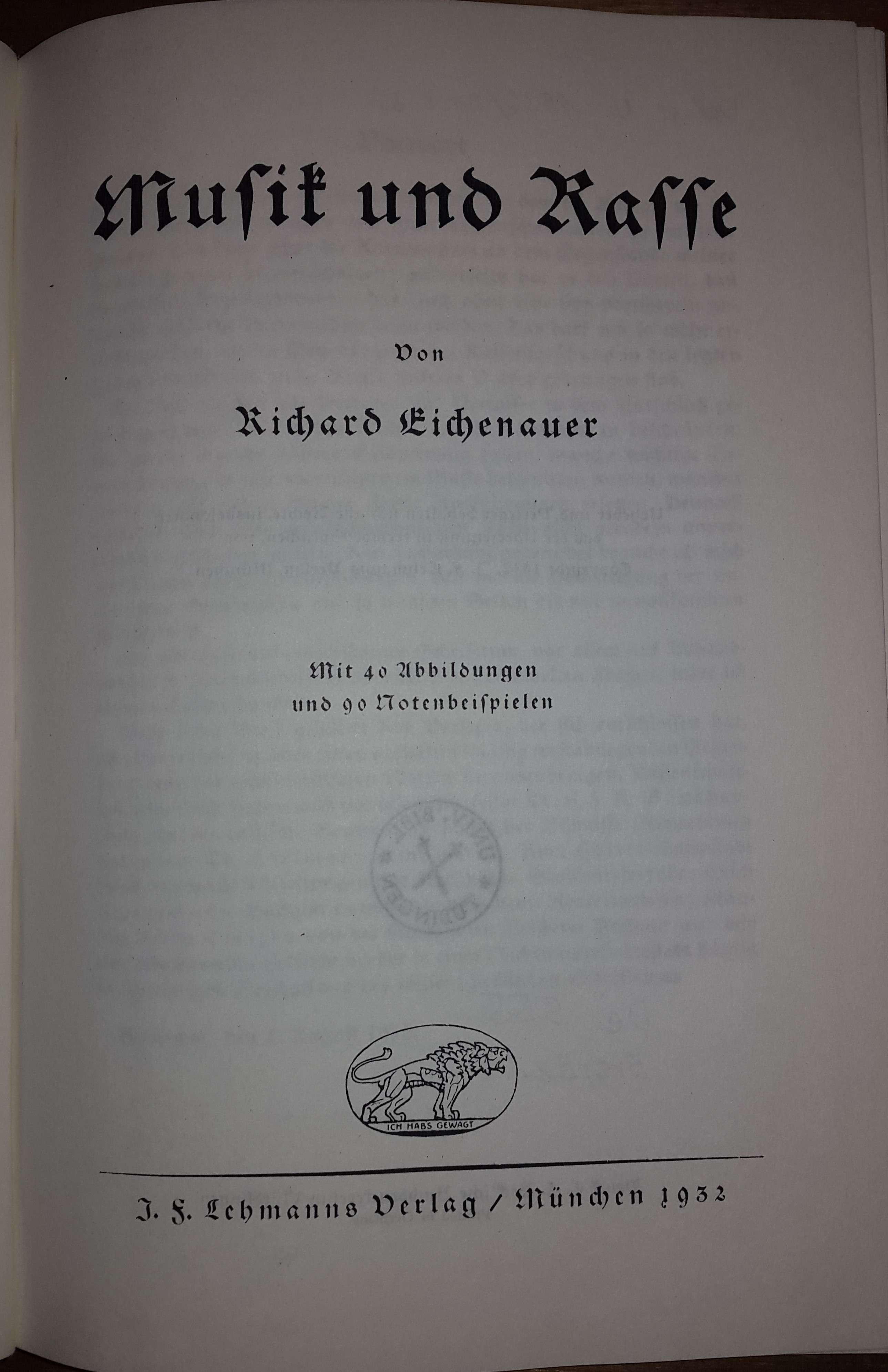
Musik und Rasse, bei J. F. Lehmann (1932)

- Musik und Rasse. München: J. F. Lehmann, 1932; 2. veränderte Auflage 1937
- Die Rasse als Lebensgesetz in Geschichte und Gesittung: Ein Wegweiser für die deutsche Jugend. Leipzig: Teubner, 1934
- Unser das Land: Ein Liederbuch des deutschen Dorfes. Mit Gerhard Pullmann. Berlin: Kallmeyer, 1937
- Polyphonie, die ewige Sprache deutscher Seele. Berlin: Kallmeyer, 1938
- Richard Eichenauer, Wolfgang Stumme (Hrsg.): Erntelieder. Berlin: Kallmeyer, 1938
- Von den Formen der Musik. Berlin: Kallmeyer, 1943
- Fritz Hermann, Richard Eichenauer, Ewald Schäfer: Heiliges Leben. Bad Godesberg: Voggenreiter, 1958